# James Arcene
James Arcene (1862-18 de junio de 1885) fue la persona más joven de los Estados Unidos en recibir la pena capital, siendo posteriormente ejecutado. Arcene, de ascendencia cherokee, fue ahorcado por el gobierno federal de los EE. UU. en Fort Smith, Arkansas, por los delitos de robo y homicidio que había cometido 13 años atrás, cuando tenía solo 10 años.
El crimen se realizó cuando Arcene, junto con un joven cherokee llamado William Parchmeal vieron a William Feigel, un hombre de origen sueco que estaba comprando en una tienda. Lo siguieron cuando éste se fue rumbo a Fort Gibson, y lo alcanzaron a unas dos millas (3,2 kilómetros) del lugar. Con la intención de robarle, uno de ellos le propinó seis disparos a Fiegel, antes de aplastar su cabeza con una piedra. A continuación, Arcene y Parchmeal extrajeron del cuerpo sus botas y su dinero, obteniendo solamente 25 centavos ($6.36 dólares actuales).
Arcene fue arrestado y acusado de robo y homicidio, pero escapó y eludió su captura, hasta que fue nuevamente detenido, y ejecutado a la edad de 23 años. Él y Parchmeal fueron llevados a la justicia por el vicealmirante Marshal Andrews, después de que el caso permaneciera sin resolver durante diez años. El "juez de la horca" Isaac Parker, presidió las ejecuciones, las cuales se llevaron a cabo en Fort Smith.
Es difícil verificar la edad de James Arcen con certeza, debido a la poca evidencia de registros de censos realizados en Territorio Indio, durante las décadas de 1870 y 1880. Los documentos primarios confirman que James Arcene, al momento de ser capturado, afirmó que era un niño en 1872, cuando se cometió el crimen. No replicó esa declaración cuando quedó convencido de que esa condición no le serviría para su sentencia.
El caso de Arcene se menciona con frecuencia cuando se discute sobre la pena de muerte para menores de edad, y en menor grado, sobre los debates sobre el injusto tratamiento de los nativos americanos por parte del gobierno de los Estados Unidos.